# 바레인

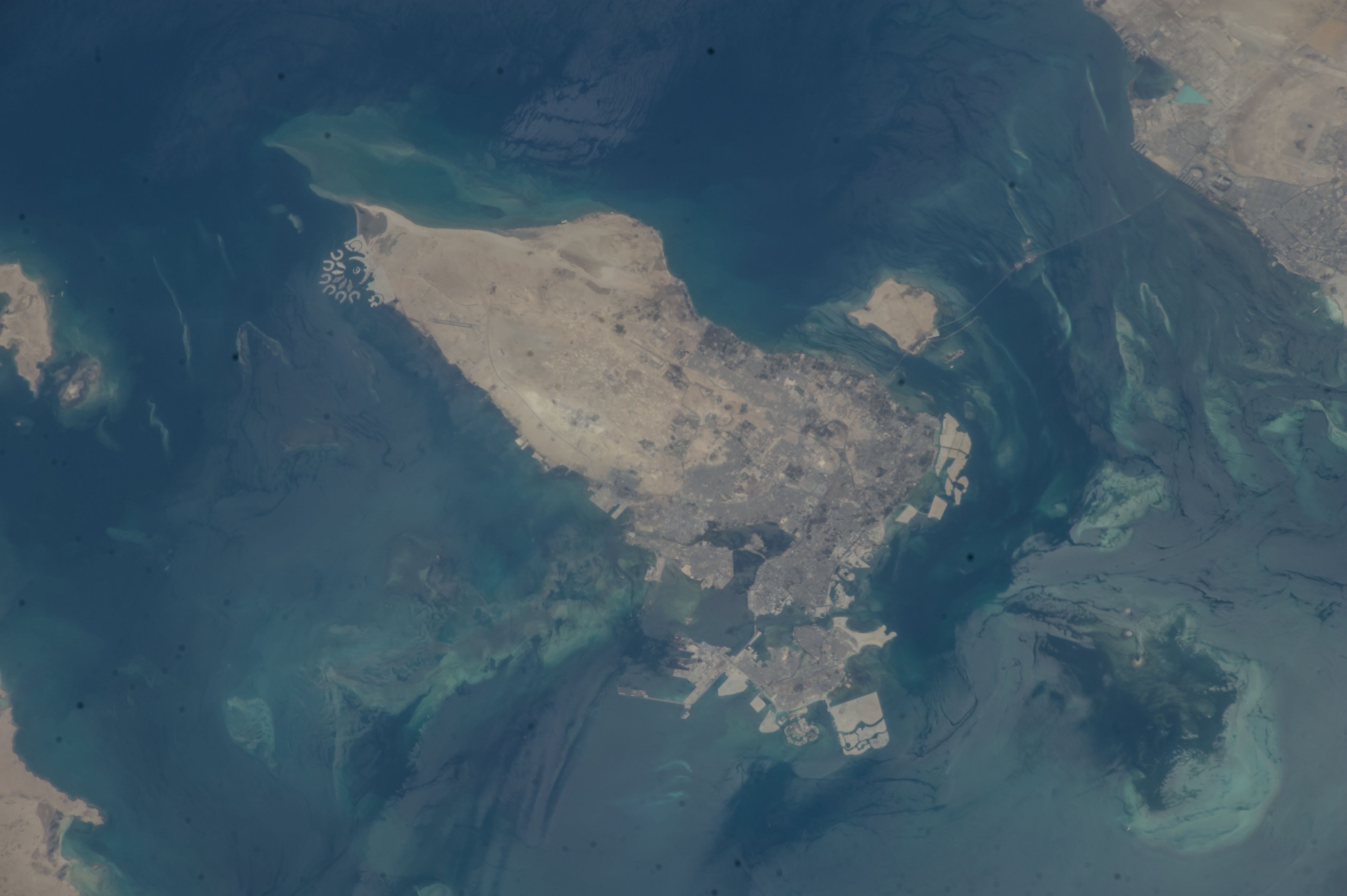

바레인 왕국(아랍어: مملكة البحرين 맘라카트 알바흐라인[*], 영어: Kingdom of Bahrain), 줄여서 바레인(아랍어: البحرين 알바흐라인[*])은 중동 서아시아에 있는 섬나라이자 입헌 군주제 국가로, 수도는 마나마이다. 사우디아라비아, 카타르, 이란과 지리적으로 가깝다.
이 곳은 조세 피난처 중 하나이다. 국명 "바레인"은 아랍어로 "두 개의 바다"를 뜻한다. 이슬람교가 국교로 정해져 국민 대다수가 이를 신봉하고 있으나, 타 종교에 너그러운 편이다. 공용어는 아랍어이며, 주민은 아랍인, 이란인  등으로 구성되어 있다. 유일한 공립대학으로 바레인 대학교가 있다. 면적은 765.3km2으로 제주도보다 작다.

## 역사
1820년 대영 제국의 보호령이 되었으며 1971년 영국의 통치령으로부터 벗어났다. 바레인은 독립 이후부터 토후국이었고, 독립 이후에 사용된 바레인의 정식 명칭 또한 바레인국(아랍어: دولة البحرين 다울라트 알바흐라인[*])이었다. 2002년 2월에 입헌 군주국으로 전환하였고 이에 따라 군주의 칭호도 "아미르"에서 "국왕"으로 변경되었다.
본래 수도는 무하라크였다가, 1923년에 옆 동네 마나마로 천도했다. 그럼에도 무하라크에 바레인 국제공항이 있어서 현재도 무하라크가 바레인의 관문을 맡고 있다.

## 지리와 기후
서쪽으로는 사우디아라비아, 남쪽으로는 카타르와 접한다. 특히 사우디아라비아와는 차량으로 30분 밖에 소요되지 않는다. 섬나라이며, 고온 다습한 기후여서 여름에는 45도에서 47도까지 오른다. 그러나 겨울(11월 말 ~ 1월 말)에는 일교차가 25도 이상 날 정도로 기후 변화가 심하며, 전체 강우량의 90% 이상이 이 시기에 내린다.
| 마나마 (바레인 국제공항)의 기후                                                 | 마나마 (바레인 국제공항)의 기후 | 마나마 (바레인 국제공항)의 기후 | 마나마 (바레인 국제공항)의 기후 | 마나마 (바레인 국제공항)의 기후 | 마나마 (바레인 국제공항)의 기후 | 마나마 (바레인 국제공항)의 기후 | 마나마 (바레인 국제공항)의 기후 | 마나마 (바레인 국제공항)의 기후 | 마나마 (바레인 국제공항)의 기후 | 마나마 (바레인 국제공항)의 기후 | 마나마 (바레인 국제공항)의 기후 | 마나마 (바레인 국제공항)의 기후 | 마나마 (바레인 국제공항)의 기후 |
| 월                                                                              | 1월                             | 2월                             | 3월                             | 4월                             | 5월                             | 6월                             | 7월                             | 8월                             | 9월                             | 10월                            | 11월                            | 12월                            | 연간                            |
| ------------------------------------------------------------------------------- | ------------------------------- | ------------------------------- | ------------------------------- | ------------------------------- | ------------------------------- | ------------------------------- | ------------------------------- | ------------------------------- | ------------------------------- | ------------------------------- | ------------------------------- | ------------------------------- | ------------------------------- |
| 역대 최고 기온 °C (°F)                                                          | 29.7 (85.5)                     | 34.7 (94.5)                     | 38.1 (100.6)                    | 41.3 (106.3)                    | 46.7 (116.1)                    | 47.3 (117.1)                    | 47.5 (117.5)                    | 45.6 (114.1)                    | 45.5 (113.9)                    | 42.8 (109.0)                    | 37.2 (99.0)                     | 30.6 (87.1)                     | 47.5 (117.5)                    |
| 일평균 최고 기온 °C (°F)                                                        | 20.7 (69.3)                     | 22.0 (71.6)                     | 25.5 (77.9)                     | 30.6 (87.1)                     | 36.1 (97.0)                     | 38.6 (101.5)                    | 39.7 (103.5)                    | 39.6 (103.3)                    | 37.7 (99.9)                     | 34.0 (93.2)                     | 28.0 (82.4)                     | 22.9 (73.2)                     | 31.3 (88.3)                     |
| 일일 평균 기온 °C (°F)                                                          | 17.5 (63.5)                     | 18.4 (65.1)                     | 21.3 (70.3)                     | 26.0 (78.8)                     | 31.1 (88.0)                     | 34.0 (93.2)                     | 35.1 (95.2)                     | 35.1 (95.2)                     | 33.2 (91.8)                     | 29.9 (85.8)                     | 24.6 (76.3)                     | 19.7 (67.5)                     | 27.2 (80.9)                     |
| 일평균 최저 기온 °C (°F)                                                        | 14.5 (58.1)                     | 15.4 (59.7)                     | 18.1 (64.6)                     | 22.4 (72.3)                     | 27.2 (81.0)                     | 30.0 (86.0)                     | 31.4 (88.5)                     | 31.5 (88.7)                     | 29.5 (85.1)                     | 26.4 (79.5)                     | 21.6 (70.9)                     | 16.8 (62.2)                     | 23.7 (74.7)                     |
| 역대 최저 기온 °C (°F)                                                          | 2.7 (36.9)                      | 7.9 (46.2)                      | 10.9 (51.6)                     | 10.8 (51.4)                     | 18.7 (65.7)                     | 18.4 (65.1)                     | 25.3 (77.5)                     | 21.8 (71.2)                     | 18.9 (66.0)                     | 18.8 (65.8)                     | 11.7 (53.1)                     | 6.4 (43.5)                      | 2.7 (36.9)                      |
| 평균 강수량 mm (인치)                                                           | 18.1 (0.71)                     | 13.0 (0.51)                     | 14.7 (0.58)                     | 7.5 (0.30)                      | 8.0 (0.31)                      | 0.0 (0.0)                       | 0.0 (0.0)                       | 0.0 (0.0)                       | 0.0 (0.0)                       | 0.9 (0.04)                      | 16.8 (0.66)                     | 15.2 (0.60)                     | 94.2 (3.71)                     |
| 평균 강수일수 (≥ 1.0 mm)                                                        | 2.5                             | 1.9                             | 2.5                             | 1.3                             | 0.3                             | 0.0                             | 0.0                             | 0.0                             | 0.0                             | 0.2                             | 1.6                             | 2.3                             | 12.6                            |
| 평균 상대 습도 (%)                                                              | 69.1                            | 67.2                            | 61.5                            | 54.4                            | 47.6                            | 46.2                            | 50.7                            | 58.0                            | 59.2                            | 62.3                            | 63.6                            | 68.7                            | 59.0                            |
| 평균 월간 일조시간                                                              | 232                             | 221                             | 245                             | 256                             | 316                             | 344                             | 337                             | 334                             | 316                             | 306                             | 249                             | 235                             | 3,391                           |
| 출처: 미국 해양대기청 (평년값: 1991년~2020년), Meteo Climat (극값: 1902년~현재) |                                 |                                 |                                 |                                 |                                 |                                 |                                 |                                 |                                 |                                 |                                 |                                 |                                 |

## 인구와 주민
아랍인이 대다수이며 토착민 중 2/3가 시아파이나, 수니파가 거의 모든 중요한 관직을 다 차지하고 있다. 실제로 이웃국 카타르와 비슷하게 다양한 국가에서 온 외국인들이 존재한다. 2009년에는 인구가 100만 명을 넘었는데 외국에서 유입되온 사람들이 반 이상이나 된다.

## 문화
바레인은 다른 아랍 국가에 비하여 민주화가 많이 진행된 나라이며, 파업이나 시위도 빈번하게 일어난다. 법률이 엄격한 사우디아라비아에 비하여 허용된 것(영화관, 돼지고기, 주류)이 많으므로, 주말이나 휴일에는 사우디아라비아에서 오려는 차량 행렬이 줄을 잇는다. 심지어 입국 비자 발급 수수료를 나라의 주 수입으로 삼을 정도로 사우디아라비아에서 온 관광객의 방문이 많다. 이 때문에 사우디아라비아의 통화인 사우디아라비아 리얄(SAR)도 전국에서 통용된다. 바레인의 국기는 붉은색 톱니무늬 문양인데, 이것은 영국과의 독립전쟁 중 전사한 병사들의 피를 상징한다.

### 언어
2002년에 제정된 헌법에 따르면, "바레인의 국교는 이슬람교이며 샤리아(이슬람교의 율법)는 법률의 주요 원천이다. 바레인의 공용어는 아랍어다."라고 정하고 있다. 영어를 많이 사용하지만 모국어도 아닐뿐더러 공용어는 아니다. 하지만 외국인의 비율이 많기에 영어를 많이 사용하는 편이며 국제 학교의 비율이 높기에 학교에서는 영어로 수업하는 곳도 많다.

### 종교
바레인 시민권자에 한정하면 이슬람교가 다수이다. 공식적인 자료는 없으나, 바레인 이슬람교도의 65~75%는 시아파로 추정되며 왕실에서 믿는 수니파 신자는 25%정도로 소수이다. 옆 국가인 사우디아라비아나 카타르에 비하여 다른 종교에 너그러운 편이라 종교의 자유가 충분히 보장되며, 돼지고기의 판매나 주류의 판매도 허용되어 있다. 인도, 필리핀, 스리랑카 등에서 오는 외국인 노동자들의 영향으로, 바레인의 전체적인 이슬람교도의 비중은 최근 들어서 줄고 있다. 소수파인 수니파는 정치, 사업 등의 면에서 혜택을 받고 지배층을 형성하고 있는 반면 다수파인 시아파는 빈곤층이 많고 공무원과 경찰에 등용되지 않는 등 차별적 대우에 불만을 느끼고 있다고 한다. 그러나 이슬람교도들은 돼지고기와 술을 먹지 않지만 라마단 기간에는 아무것도 먹지 않는다.

## 외교 관계
대한민국과는 1976년 수교하였으며, 대한민국은 마나마에 현지공관을 두었으나 이후 철수하여 주 사우디아라비아 대사관이 겸하고 있다가 2011년 12월 30일 주 바레인 대사관이 재개설되었다. 또한 주한 바레인 대사관은 주중 바레인 대사관이 대한민국을 관할하고 있으며, 대한민국 외에도 북한도 관할하고 있었으나, 2024년 12월에 주한 바레인 대사관이 개설되었다. 조선민주주의인민공화국과는 2001년 수교하였다. 킹 파흐드 코즈웨이라는 해상 교량을 통해 사우디아라비아와 연결된다. 그 외에도 바레인이 최근 이스라엘과 외교 관계를 정식으로 맺은 것으로 나와 있다. 이유는 이란을 견제하기 위함인 것으로 보인다.

## 참고 문헌
- 문준조, 〈중동 주요 국가의 외국인 투자관련법〉, 부산외국어대학교 비교법연구소, 《비교법학》 (2007년 제18호) 60~63쪽. : 바레인의 외국인 투자 관련 법제 소개.